# JacqOrlande Sinapi
Pour les articles homonymes, voir Sinapi.
 (juin 2025).
La mise en forme du texte ne suit pas les recommandations de Wikipédia : il faut le « wikifier ».
Les points d'amélioration suivants sont les cas les plus fréquents. Le détail des points à revoir est peut-être précisé sur la page de discussion.
- Les titres sont pré-formatés par le logiciel. Ils ne sont ni en capitales, ni en gras.
- Le texte ne doit pas être écrit en capitales (les noms de famille non plus), ni en gras, ni en italique, ni en « petit »…
- Le gras n'est utilisé que pour surligner le titre de l'article dans l'introduction, une seule fois.
- L'italique est rarement utilisé : mots en langue étrangère, titres d'œuvres, noms de bateaux, etc.
- Les citations ne sont pas en italique mais en corps de texte normal. Elles sont entourées par des guillemets français : « et ».
- Les listes à puces sont à éviter, des paragraphes rédigés étant largement préférés. Les tableaux sont à réserver à la présentation de données structurées (résultats, etc.).
- Les appels de note de bas de page (petits chiffres en exposant, introduits par l'outil «  Source ») sont à placer entre la fin de phrase et le point final[comme ça].
- Les liens internes (vers d'autres articles de Wikipédia) sont à choisir avec parcimonie. Créez des liens vers des articles approfondissant le sujet. Les termes génériques sans rapport avec le sujet sont à éviter, ainsi que les répétitions de liens vers un même terme.
- Les liens externes sont à placer uniquement dans une section « Liens externes », à la fin de l'article. Ces liens sont à choisir avec parcimonie suivant les règles définies. Si un lien sert de source à l'article, son insertion dans le texte est à faire par les notes de bas de page.
- La présentation des références doit suivre les conventions bibliographiques. Il est recommandé d'utiliser les modèles {{Ouvrage}}, {{Chapitre}}, {{Article}}, {{Lien web}} et/ou {{Bibliographie}}. Le mode d'édition visuel peut mettre en forme automatiquement les références.
- Insérer une infobox (cadre d'informations à droite) n'est pas obligatoire pour parachever la mise en page.

Pour une aide détaillée, merci de consulter Aide:Wikification.
Si vous pensez que ces points ont été résolus, vous pouvez retirer ce bandeau et améliorer la mise en forme d'un autre article.

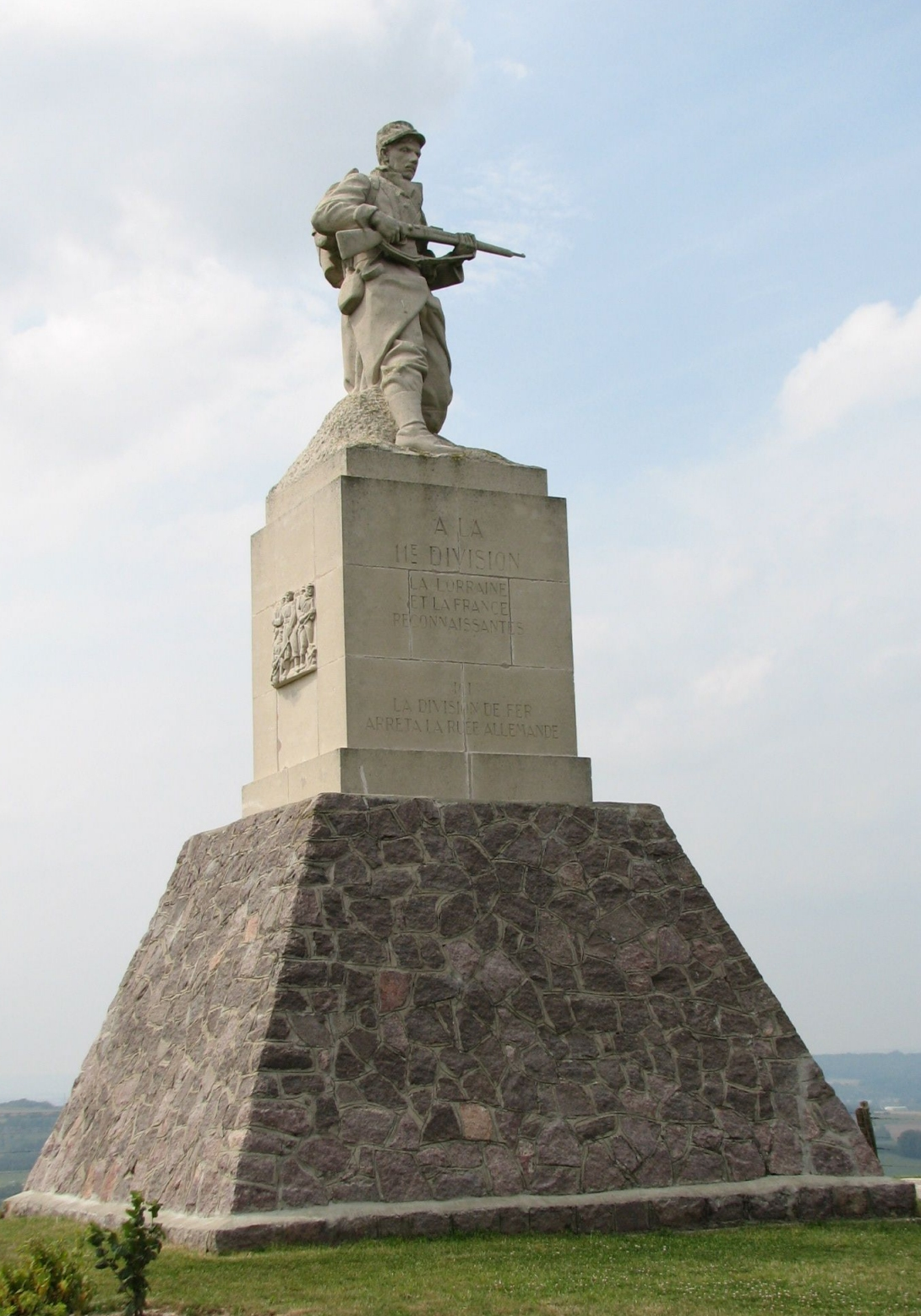
Statue du Poilu, Léomont, Vitrimont (Lorraine).

Sauveur (alias JacqOrlande) Sinapi, (né le 22 mars 1911 à Marseille, où il meurt le 12 août 1989), est un sculpteur français, qui a été actif principalement en Lorraine, notamment dans le cadre du 1 % artistique.

## Biographie
Entré à l'école des beaux-arts de Nancy le 1er novembre 1946, il y travaille jusqu'au 1er octobre 1975.

## Œuvres identifiées
- Notre-Dame de Beauregard alias Vierge de la Libération à Laxou[3] ;
- Statue de Jeanne d'Arc, église Sainte-Jeanne-d'Arc de Montigny-lès-Metz ;
- Statue du Poilu, monument du Léomont à Vitrimont : statue de Gaston Broquet de 1922, détruite par les Allemands en 1940 et restituée en pierre en 1950 ;
- Sculpture sans titre de 1946, en dépôt à la mairie du Pré Saint-Gervais depuis 1947[4] ;
- Bâtiment des hospices civils de la ville de Nancy, projet de sculpture par Jacq Orlande-Sinapi, vu de côté[5] ;
- Projet pour le groupe scolaire de Vandœuvre en 1955[6] ;
- Sculpture pour l'Ecole des mines de Nancy[7], 1960[6] ;
- Projet pour le groupe scolaire de Hirsingue, 1963[6] ;
- Projet pour le groupe scolaire de filles de Pompey[6] ;
- Projet pour le groupe scolaire de la Chiennerie à Nancy[6] ;
- Projet pour les groupes scolaires Pierre Curie, annexe Modenheim, et des Quatre-Saisons à Illzach[6] ;
- Sculpture en façade latérale du LPR Jean Morette à Landres[6].
- Statuette de trois poilus, en terre cuite[8].